# Відякіно
Відя́кіно (рос. Видякино, марій. Видякин) — присілок у складі Оршанського району Марій Ел, Росія. Входить до складу Марковського сільського поселення.

## Населення
Населення — 16 осіб (2010; 11 у 2002).
Національний склад (станом на 2002 рік):
- росіяни — 55 %
- марійці — 45 %